# Заерко, Руслан Валерьевич
Руслан Валерьевич Заерко (27 июня 1993 года, Россошь, Воронежская область, Россия) — российский футболист, полузащитник.

## Биография
Начинал заниматься футболом в спортшколе «Химик» родного города Россошь. В 13 лет переехал в Москву, где занимался в Академии «Спартака» и спортшколе «Юность Москвы». На профессиональном уровне дебютировал за столичное «Строгино». Позднее выступал в ФНЛ за «Луч-Энергию» и «Олимпиец». В 2014 году попадал в сферу интересов швейцарского «Цюриха». Подписал контракт с болгарским клубом «Ботев». Однако за весь сезон он не сыграл ни одной игры. Весной 2019 года перешел в Белорусский коллектив Первой лиги «Лида». В 11 играх за него он забил пять мячей.
Летом того же года пополнил ряды армянского «Лори». Дебют в местной Премьер-Лиге состоялся 11 августа в матче против «Алашкерта», который победой «Лори» со счетом 2:1.
В декабре 2020 года перешёл в саратовский «Сокол», который покинул в начале июля 2021 года.